# Budki (powiat łukowski)
Budki – wieś w Polsce położona w województwie lubelskim, w powiecie łukowskim, w gminie Krzywda.
| SIMC    | Nazwa          | Rodzaj    |
| ------- | -------------- | --------- |
| 0676950 | Budki Pierwsze | część wsi |
| 0676967 | Cycher         | część wsi |
| 0676973 | Środkowe Budki | część wsi |

W latach 1975–1998 miejscowość należała administracyjnie do województwa siedleckiego.
Wieś stanowi sołectwo w gminie Krzywda. Według Narodowego Spisu Powszechnego z roku 2011 wieś liczyła 168 mieszkańców.
Wierni Kościoła rzymskokatolickiego należą do parafii Świętych Apostołów Piotra i Pawła w Okrzei.